# While Paris Sleeps (1932)
While Paris Sleeps is een Amerikaanse dramafilm uit 1932 onder regie van Allan Dwan.

## Verhaal
Wanneer hij hoort dat zijn vrouw op haar sterfbed ligt, ontsnapt Jacques Costaud uit een strafkolonie in Frans-Guyana, omdat hij bang is dat er niemand zal zijn om te zorgen voor zijn dochter. Als hij ter plaatse komt, is zijn vrouw al dood en zijn dochter werkt als danseres in een louche kroeg. Hij wil haar helpen, maar hij moet ook zijn identiteit verborgen houden voor haar.

## Rolverdeling
| Acteur           | Personage            |
| ---------------- | -------------------- |
| Victor McLaglen  | Jacques Costaud      |
| Helen Mack       | Manon Costaud        |
| William Bakewell | Paul Renoir          |
| Jack La Rue      | Julot                |
| Rita La Roy      | Fifi                 |
| Maurice Black    | Roca                 |
| Dot Farley       | Conciërge            |
| Lucille La Verne | Mme. Golden Bonnet   |
| Paul Porcasi     | Kapas                |
| Edward Dillon    | Man van de conciërge |